# Кринички (Балтский район)
Кринички́ (укр. Кринички́) — село, относится к Балтскому району Одесской области Украины.
Население по переписи 2001 года составляло 308 человек. Почтовый индекс — 66114. Телефонный код — 4866. Занимает площадь 1,65 км². Код КОАТУУ — 5120689502.

## Местный совет
66120, Одесская обл., Балтский р-н, с. Шляховое